# Piona nodata
Piona nodata ist eine Milbenart aus der Familie Pionidae.

## Merkmale
Die Männchen sind 0,8 Millimeter groß, die Weibchen erreichen bis zu 2 Millimeter. Der eiförmige Körper ist rot gefärbt. An den Beinen befinden sich Schwimmhaare. Ein Rostrum ist nicht vorhanden. Auf beiden Seiten der Genitalöffnung sind bei den Weibchen je 8 bis 13 und bei den Männchen je 8 bis 12 Genitalnäpfe vorhanden.

## Vorkommen
Die Art kommt in stehenden Gewässern vor, in Kleingewässern ist sie besonders häufig anzutreffen. Ihr Verbreitungsgebiet umfasst Europa sowie Asien und Nordamerika.

## Lebensweise
Piona nodata lebt räuberisch. Bei der Begattung überführt das Männchen aus seiner Samentasche mittels des dritten Beinpaares seine Spermien in die Geschlechtsöffnung des Weibchens.

## Belege
- Herbert W. Ludwig: Tiere und Pflanzen unserer Gewässer. BLV Verlagsgesellschaft, München 2003, ISBN 3-405-16487-7. S. 148